# Viola castillonii
Viola castillonii är en violväxtart som först beskrevs av Wilhelm Becker, och fick sitt nu gällande namn av C.C. Xifreda och A.M. Sanso. Viola castillonii ingår i släktet violer, och familjen violväxter. Inga underarter finns listade i Catalogue of Life.